# Camamil·la de muntanya
La camamil·la de muntanya, camamilla de Maó, espernallac o herba de Sant Joan (Santolina chamaecyparissus ssp magonica) és una subespècie de la camamil·la endèmica de les Balears, on es troba a totes les illes majors excepte Formentera. Es troba al catàleg balear d'espècies protegides i a la categoria poc preocupant (LC) de la Unió Internacional per a la Conservació de la Natura (UICN).
Com les altres subespècies d'aquesta espècie, és una mata de color grisaci fortament aromàtica. Les flors són petits capítols de color groc que es troben a sobre d'un llarg peduncle i que s'utilitzen per a fer infusions. El seu període de floració és al final de la primavera i al principi de l'estiu. Es diferencia de les altres subespècies de la camamil·la per presentar unes bràctees involucrals glabrescents i glanduloses a la superfície dorsal i escarioses i piloses al marge. El seu hàbitat són els matollars xeroacàntics i marítims. Es troba des del litoral a les zones de muntanya.